# Иванов, Владимир Георгиевич
Влади́мир Гео́ргиевич Иванов (23 марта 1922, Саратов — 2008) — советский философ, специалист по теории и истории этики. Доктор философских наук (1971, диссертация «Коллектив и личность»).
Окончил философский факультет (отделение психологии) Ленинградского государственного университета (1952) и аспирантуру там же. В 1956 году получил степень кандидата педагогических наук, защитив диссертацию «Развитие и воспитание интересов учащихся старших классов средней школы». В 1956—1989 гг. преподавал на философском факультете ЛГУ, с 1960 года заведовал новосозданной кафедрой этики и эстетики. В дальнейшем преподавал в Гуманитарном университете профсоюзов. Автор статьи «Этика» в Большой советской энциклопедии (третье издание, 1978).

## Труды

### Книги
- Иванов В. Г. Развитие и воспитание познавательных интересов старших школьников / Ленингр. ордена Ленина гос. ун-т им. А. А. Жданова. — Ленинград : Изд-во Ленингр. ун-та, 1959. — 83 с.
- Иванов В. Г., Бушля А. К., Человек коммунистического завтра воспитывается сегодня / Всесоюз. о-во по распространению полит. и науч. знаний. — Москва : Знание, 1960. — 26, [5] с. ; 21 см. — ([Серия 11. Педагогика ; 12]).
- Иванов В. Г., Рыбакова Н. В. Очерки марксистско-ленинской этики / Ленингр. ордена Ленина гос. ун-т им. А. А. Жданова. — Ленинград : Изд-во Ленингр. ун-та, 1963. — 232 с.
- Иванов В. Г., Рыбакова Н. В. Что такое этика. — Москва : Госполитиздат, 1963. — 48 с.
- Иванов В. Г. Коллектив и личность / Ленингр. гос. ун-т им. А. А. Жданова. — Ленинград : Изд-во Ленингр. ун-та, 1971. — 120 с.
- Иванов В. Г., Новожилова Л. И., Каган М. С. Этическое и эстетическое / [Отв. ред. проф. М. С. Каган и доц. В. Г. Иванов] ; Ленингр. гос. ун-т им. А. А. Жданова. — Ленинград : Изд-во Ленингр. ун-та, 1971. — 119 с.
- Иванов В. Г. Нравственное воспитание молодежи : (Метод. пособие в помощь лектору) / О-во «Знание» РСФСР. Ленингр. организация. — Л. : Б. и., 1973. — 20 с.
- Иванов В. Г. Общественное и личное. — Москва : Знание, 1975. — 64 с. ; 20 см. — (Новое в жизни, науке, технике . Серия «Этика»).
- Иванов В. Г. Коллективизм — норма жизни социалистического общества : (Проблемы нравств. воспитания в труд. коллективе) / В. Г. Иванов, д-р филос. наук ; Всесоюз. о-во «Знание», комис. по пропаганде знаний среди молодежи. — Москва : Знание, 1976. — 32 с.
- Иванов В. Г. Комплексный подход к воспитанию. — Москва : Знание, 1978. — 64 с. ; 16 см. — (Новое в жизни, науке, технике . Серия «Этика» ; № 3).
- Иванов В. Г., Пахалина Н. П. Нравственное формирование советского рабочего. — Л. : О-во «Знание» РСФСР. Ленингр. орг., 1980. — 24 с. — (В помощь лектору / О-во «Знание» РСФСР, Ленингр. орг.).
- Иванов В. Г. Коллективизм или конформизм? :Пробл. взаимосвязи коллектива и личности в соврем. идеол. борьбе. — Л. :Лениздат, 1980. — 167 с.
- Иванов В. Г., Коломейченко Л. А. Нравственный конфликт: зло или благо?. — Л. : О-во «Знание» РСФСР. Ленингр. орг., 1983. — 16 с.
- Иванов В. Г. Мораль коллективистская, гуманистическая, деятельная. — М. : Знание, 1987. — 62, [1] с. ; 16 см. — (Новое в жизни, науке, технике .Этика ; 8/1987). — Библиогр. в примеч.: с. 58-60.
- Иванов В. Г. Конфликт ценностей и решение проблем экологии. — М. : Знание, 1991. — 63, [1] с. : ил.
- Иванов В. Г. История этики Древнего мира : Учеб. пособие для студентов вузов, обучающихся по филос. спец. и филос. направлению / В. Г. Иванов. — [2-е изд.]. — СПб. : Лань, 1997. — 254 с.
- Иванов В. Г. История этики средних веков : Учеб. пособие для вузов по филос. спец. и филос. направлению / В. Г. Иванов. — СПб. : Лань, 2002. — 462,[1] с. : портр. ; 21 см. — (Мир культуры, истории и философии). — Указ. предм., имен.: с. 442—461.
- Иванов В. Г. Этика : Учеб. пособие для студентов и преподавателей вузов : В 2 ч / В. Г. Иванов. — СПб. : Изд-во СПбГУП, 2004. — (Библиотека Гуманитарного университета ;Вып. 19).
- Иванов В. Г. Этика : учеб. пособие для студентов вузов, обучающихся по направлению 540300 (050300) «Филол. образование» / В. Г. Иванов. — Москва [и др.] : Питер, 2006 (СПб. : Правда 1906). — 168 с.
- Иванов В. Г. Этика: Краткий курс. — СПб.: Издательский дом «Питер», 2009. — 176с.

### Избранные статьи
- Иванов В. Г. … Ещё раз об идеале // Этическое и эстетическое 40 лет спустя. Материалы научно конференции. — СПб.: Изд-во Санкт-петербургского философского общества, 2000. — С. 66 — 68.
- Иванов В. Г. И я, и мы : [к дискуссии об отношениях личности и коллектива] // Молодой коммунист.- 1980.- № 7.- С. 75-82.
- Иванов В. Г. Итоги развития этики в XX веке // Актуальные проблемы гуманитарных наук: Сб. лекций. — СПб.: СПбГУП, 2003. — С. 80—95.
- Иванов В. Г. Коллектив как объект этико-прикладного исследования: аналитический обзор совр. науч. лит // Этика, мораль, воспитание : Прикл. аспекты : [Материалы конф. 22-25 июня 1982 г., Тюмень / Редкол.: В. В. Алексеев, В. И. Бакштановский (отв. редакторы) и др.]. — Новосибирск ; Тюмень : Тюмен. индустр. ин-т, 1982.- С. 103—118.
- Иванов В. Г. Коммунистическая мораль, социалистическая нравственность, человеческое достоинство // Философские науки. — 1987. — № 5. — С. 3-14.
- Иванов В. Г. Моральное сознание интеллигента — индивидуальное или групповое? // Мир гуманитарной культуры академика Д. С. Лихачева : //Междунар. лихачевские науч. чтения, 23-24 мая 2002 года — СПб. : СПбГУП, 2003. — С. 140—141.
- Иванов В. Г. Моральный кодекс Дмитрия Лихачева //Мир гуманитарной культуры академика Д. С. Лихачева : междунар. Лихачевские научные чтения. 24-25 мая 2001 года / Конгресс Петербургской интеллигенции, Рос. акад. наук, Рос. акад. образования, Ин-т рус. литературы (Пушкинский дом) РАН, С.-Петербургский гуманитарный ун-т профсоюзов; [сост. и отв. ред.: В. Е. Триодин]. — СПб. :СПбГУП, 2001. — С .99-102.
- Иванов В. Г. Научно-техническая революция и мораль / В. Г. Иванов, В. П. Кобляков, Т. С. Лапина. — С .187-197 // Научно-техническая революция, человек, его природная и социальная среда : [сб. ст. / редкол.: …В. Г. Марахов и др.]. — Л. : Изд-во ЛГУ, 1977. — 216 с.
- Иванов В. Г. О системе категорий марксистской этики. [К дискуссии в «Науч. докл. высш. школы. Философ. науки»] // Науч. докл. высш. школы. Философ. науки. — 1965, № 1, С. 92 — 97.
- Иванов В. Г. Общечеловеческие ценности и их роль в сохранении и развитии культуры человечества // Мир гуманитарной культуры академика Д. С. Лихачева: II Международные Лихачевские чтения 23 — 24 мая 2002 года. — СПб.: СПбГУП, 2003. — С. 85 — 87.
- Иванов В. Г. Основные положения теории интереса в свете проблемы отношений человека //Учен. записки Ленингр. ун-та. — 1956. — № 214. Серия философ, наук., Вып. 9, 1956, С. 64-76.
- Иванов В. Г. Об одной дискуссии в Белом Зале /конфликты в эстетике глазами эстетика//Дом ученых: опыт самосознания : (Дом ученых в социальном институте науки): материалы конф. / С.-Петерб. науч. центр РАН, Междунар. акад. наук высш. школы, С.-Петерб. Дом ученых РАН, Филос. фак. С.-Петерб. гос. ун-та, Каф. социал. философии и философии истории; [редкол.: А. К. Секацкий и др.]. — СПб. : Изд-во СПбГУ, 1996. — 48 с.
- Иванов В. Г. Общечеловеческие ценности и их роль в сохранении и развитии культуры человечества // Мир гуманитарной культуры академика Д. С. Лихачева : II Междунар. лихачевские науч. чтения, 23-24 мая 2002 года / РАН, Рос. акад. образ., Конгресс Петербургской интеллигенции, С.-Петербургский гуманит. ун-т профсоюзов; [сост. и отв. ред.: Г. М. Бирженюк]. — СПб. :СПбГУП, 2003. — С .85-87.
- Иванов В. Г. Оппозиция ценностей «порядка» и «преступления» как фактор конфликта поколений в модернизирующемся обществе // Преемственность поколений : диалог культур : материалы междунар. науч. — практ. конф., 24-26 сент. 1996 г. / С.-Петерб. гос. ун-т, С.-Петерб. гуманит. ун-т профсоюзов, Ком. Рос. Федерации по делам молодежи; [редкол. : …В. Т. Лисовский (отв. ред.) и др.]. — СПб. : [б. и.], 1996 — . Вып. 2. — С .139-140 .
- Иванов В. Г. Учение как продолжение поиска себя. — С .81-92 // Энергия понимания : размышления о высшей школе: альманах / Ленинградский гос. ун-т; под ред. К. С. Пигрова. — Л. : Изд-во ЛГУ, 1990. — 241 с. : ил.
- Иванов В. Г. и Самсонова, Т. В. Хорошее начало. [О конференции советских и польск. философов на тему «Марксизм и основные направления метаэтики». Варшава. 1966] //Вопр. философии. — 1967. — № 8. — С. 132—136.
- Иванов В. Г. Этика в системе философии культуры // Вестник ЛГУ. Сер.6. Вып.3. 1991.